# Cassis (hełm)

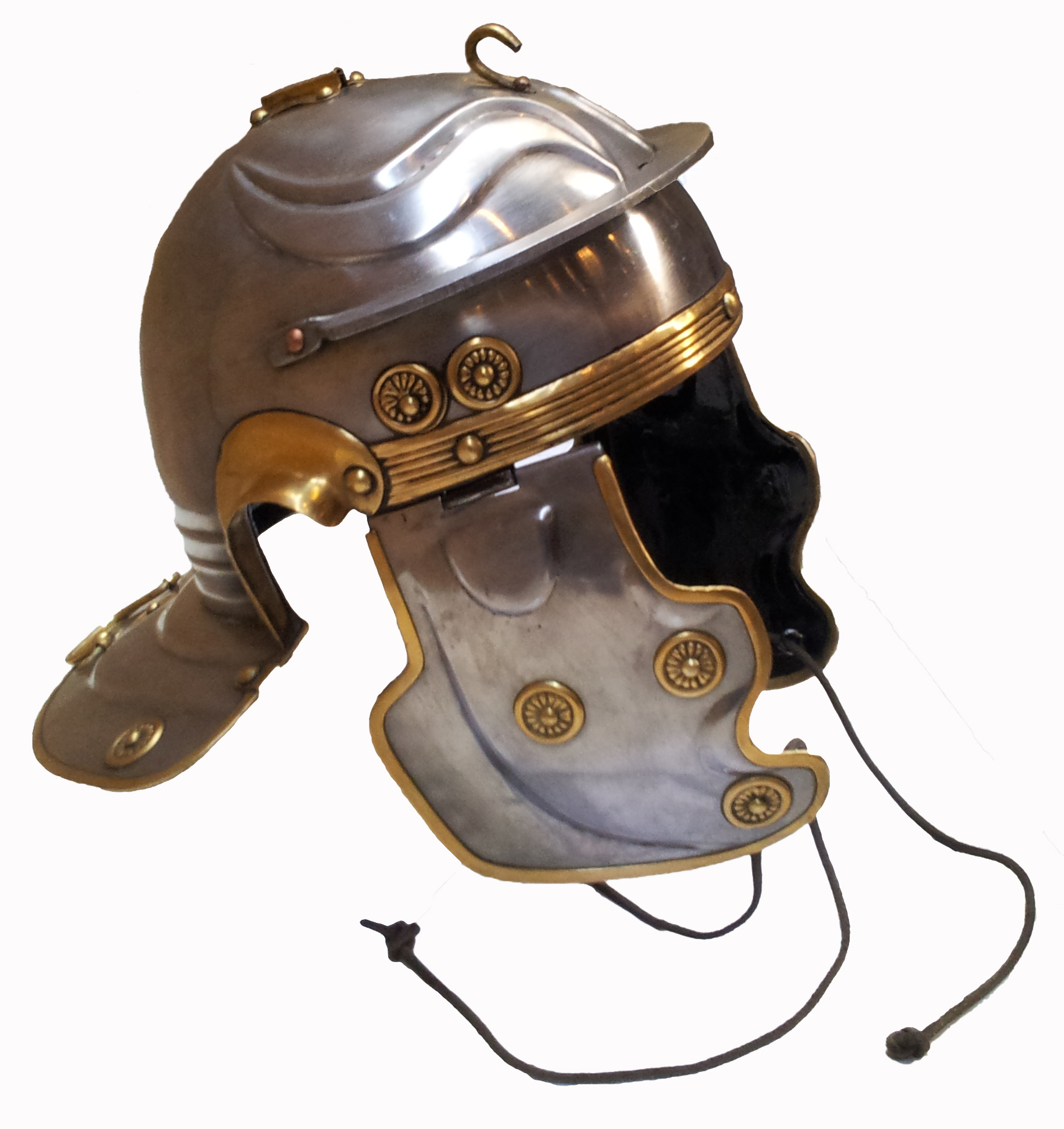
Hełm legionisty – cassis (replika)

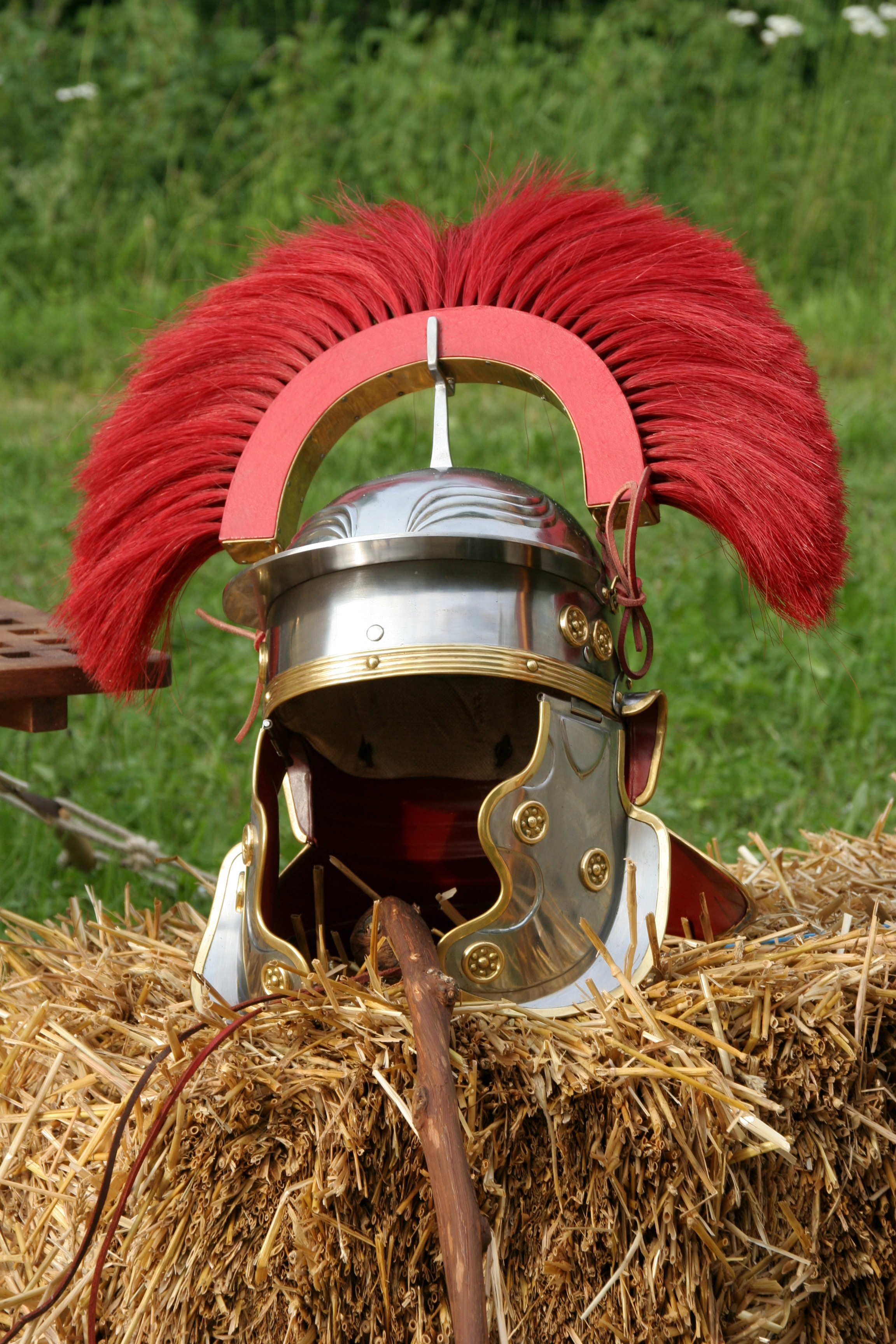
Hełm centuriona z poprzecznym grzebieniem jako oznaką rangi (replika)

Cassis, galea – hełm otwarty, używany powszechnie przez rzymskich legionistów, występujący w licznych typach i odmianach na przestrzeni wieków.
W wojskach Rzymian pojawił się w III stuleciu p.n.e., wywodził się od hełmów galijskich (stąd początkowa nazwa galea) stosowanych w IV-III w. p.n.e. Stanowił solidną osłonę głowy o półkolistym kształcie dzwonu i wzbogaconej konstrukcji z dodanym nakarczkiem oraz mocowanymi na zawiasach policzkami oraz innymi elementami doskonalącymi jego strukturę i wygląd (szczytowa gałka, naczolnik, krzyżulce). Formą wyjściową był rozprzestrzeniony w świecie celtyckim hełm typu Montefortino (od charakterystycznego kształtu potocznie zwany „czapką dżokejską”), mający zasadnicze znaczenie dla ewolucyjnego rozwoju rzymskich hełmów w dalszych stuleciach i od III w. p.n.e. funkcjonujący wśród legionistów jeszcze na początku I wieku n.e.
Typologia legionowych hełmów z okresu republiki i cesarstwa według podziału zapoczątkowanego przez H. Russel Robinsona (1975) wyróżnia następujące:
- typ Montefortino, w 6 odmianach (A-F)
- typ Coolus, w 9 odmianach (A-I)
- typ Agen/Port, w 2 odmianach (A-B)
- typ galijsko-cesarski, w 11 odmianach (A-K)
- typ dla jazdy posiłkowej I, w 4 odmianach (A-D)
- typ dla jazdy posiłkowej II, w 9 odmianach (A-I)
- typ paradny (do zawodów i igrzysk konnych), w 10 odmianach (A-J)
- typ oficerski (grzebieniowy)

Jeszcze w czasach Cezara nazwę galea odnoszono do hełmu piechoty, a mianem cassis określano używany przez jazdę. Hełmy z okresu cesarstwa częściowo były bogato zdobione, do ich noszenia i zawieszania służył pierścień lub uchwyt na nakarczku; na nim lub na tzw. naczolniku dość często były umieszczane napisy odnoszące się do właściciela. Szczyt rzymskiego hełmu wzmacniały także elementy dekoracyjne: pierścienie, gałka bądź guz (apex), nadający się do osadzenia pióropusza (crista). Po bokach opadały również zdobione, ruchome osłony policzkowe (buccula) łączone rzemieniem wiązanym pod brodą. 